# 细角瞪羚
细角瞪羚是偶蹄目牛科瞪羚屬的一种，主要生活在沙漠地区。

## 栖息地
细角瞪羚生活在撒哈拉沙漠的部分地区。由于撒哈拉沙漠的中午非常热，细角瞪羚便主要在早晨、傍晚和夜晚活动。不需要喝水，其水分来自于树叶和草。
细角瞪羚是流浪性动物（不需要家的动物），但细角瞪羚并不迁徙。

## 外部連結
- ARKive - 细角瞪羚（Gazella leptoceros）的图片及纪录片。